# Associazione degli Elettori del Sud Schleswig
L'Associazione degli Elettori del Sud Schleswig (in tedesco Südschleswigscher Wählerverband, SSW) è un partito regionalista attivo nel Land dello Schleswig-Holstein nel nord della Germania. Esso rappresenta le minoranze danesi e frisone.

## Ideologia e storia
Come partito che rappresenta una minoranza nazionale, SSW rifiuta di identificarsi esso stesso come un partito di centro-sinistra, ma modella la propria politica come i partiti socialdemocratici della Scandinavia, in quanto spesso intende promuovere un forte Stato sociale, ma, d'altra parte, promuove anche un mercato del lavoro più libero rispetto al resto della Germania. Il partito è presente al Landtag dello Schleswig-Holstein e diversi consigli regionali e municipali.
Come partito per la minoranza danese nel Sud Schleswig, SSW non è soggetto allo sbarramento del 5% per ottenere eletti nelle Assemblee. Nelle recenti elezioni del 2012 ha ricevuto il 4,6% dei voti e quattro seggi.
Nelle elezioni del 2005 ricevette il 3,6% e 2 seggi, questi voti sono stati sufficienti per fare di SSW l'ago della bilancia tra i partiti tradizionali, e SSW scelse di supportare la coalizione SPD-Alleanza 90/I Verdi senza entrare in maggioranza. Questo provocò critiche da parte del CDU e da parte di alcune parti del mondo conservatore tedesco, che affermavano che, poiché SSW ha una speciale deroga, è costretto a difendere solo gli interessi della minoranza danese e che tale deroga sarebbe da eliminare se SSW diventasse un partito nazionale.
Tuttavia i rappresentanti di SSW insisterono sul pieno valore dei loro seggi e sui loro uguali diritti come cittadini della Germania. Un particolare punto era che SSW prese una posizione forte sui principi educativi dello Stato (abolendo il tradizionale sistema tedesco di dividere gli studenti in base alle capacità accademiche già dopo il 4 anno di scuola in diversi tipi di scuole secondarie):
La CDU sostenne che dal fatto che sono presenti differenti scuole di lingua danese, era irragionevole per SSW immischiarsi nelle faccende delle scuole pubbliche.
Nel 2009 la coalizione SPD-Verdi si sciolse e le elezioni furono vinte dalla coalizione CDU-FDP e SSW si portò all'opposizione.
Alle elezioni del 2012, SSW ottenne il 4,6% dei voti e 3 seggi nel Parlamento statale. Nel giugno fu creata una coalizione SPD-Verdi-SSW e il precedente leader Anke Spooredoonk divenne Ministro della Cultura, della Giustizia e degli Affari Europei, è la prima che in Germania un partito regionale faccia parte di una coalizione di Governo.
Alle elezioni del 2017, SSW riuscì a eleggere nuovamente 3 elettori nel Parlamento statale, pur abbassando i propri consensi dell'1,3%. Il partito non fa più parte della coalizione di governo, ora costituita da CDU, FDP e Verdi. Dal 2018 SSW conta inoltre 2 consiglieri comunali a Kiel, la capitale dello Schleswig-Holstein.

## Risultati elettorali
| Elezione      | Elezione | Voti   | %    | Seggi   |
| ------------- | -------- | ------ | ---- | ------- |
| Federali 2021 | I voto   | 34.979 | 0,07 | 1 / 735 |
| Federali 2021 | II voto  | 55.330 | 0,12 | 1 / 735 |
| Federali 2025 | I voto   | 58.773 | 0,12 | 1 / 630 |
| Federali 2025 | II voto  | 76.126 | 0,15 | 1 / 630 |